# 한전KDN
한전KDN(韓電-)은 발전, 송변전, 배전, 판매에 이르는 전력계통 부분의 IT 서비스를 담당, 한국전력공사의 자회사로, 본사는 전라남도 나주시 빛가람로 661 (빛가람동)에 위치하고 있다.

## 연혁
- 1992년 1월 23일 세일정보통신㈜ 설립
- 1993년 5월 26일 기술연구소 설립
- 1994년 8월 2일 국가 산업정보망 전담사업자 선정
- 1996년 4월 20일 한전정보네트웍㈜로 사명 변경
- 2000년 4월 20일 한전KDN㈜로 사명변경

## 조직
- 감사
  - 감사실
    - 청렴감사팀
    - 조사감찰팀

### 사장

#### 경영기획본부
- 전략기획처
  - 경영기획팀
  - 창의전략팀
  - 상생협력팀
  - 성과관리팀
  - 홍보문화팀
  - 정보관리팀
  - 중재대응TF
- 인사노무처
  - 총무팀
  - 인사팀
  - 급여복지팀
  - 노사협력팀
  - 인재개발팀
- 경영지원처
  - 재무팀
  - 계약팀
  - 사옥관리팀
  - 보안관리팀
  - 비상계획팀

#### ICT사업본부
- 정보통신사업처
  - 정보통신기획팀
  - 광대역통신망팀
  - 전력통신팀
  - 전력ITS팀
- AMI사업처
  - 기술운영팀
  - AMI사업처
  - 전력네트웍팀
  - 차세대AMI TF
- 전력IT사업처
  - 전력IT기획팀
  - 전력ITC컨설팅팀
  - 전력경영정보팀
  - 전력E-Biz팀
  - 전력IT기술센터
  - 미래전략추진TF
  - 전력IT플랫폼TF
- 전력판매IT사업처
  - 전력판매시스템팀
  - 전력IT운영팀
  - 차세대전력판매시스템구축팀
  - MDMS TF

#### 신성장동력본부
- 배전사업처
  - 신성장기획팀
  - 배전지능화팀
  - 배전연계팀
  - 저압DAS팀
- 배전운영사업처
  - 배전솔루션팀
  - 배전시스템팀
  - 배전계통기술팀
- 계통사업처
  - 계통제어팀
  - 송변전시스템
  - KPX사업팀
  - 차세대 전력계통 TF
- 에너지신사업처
  - 에너지신사업팀
  - 해외사업팀
  - SG사업팀
  - 에너지인프라사업팀
  - 해외사업운영TF
  - 일본특별지사
  - 인도특별지사
- 전력IT연구원
  - 연구기획팀
  - 기반기술연구팀
  - ICT연구팀
  - 신배전시스템연구팀
  - AMI연구팀
  - 대전연구센터
    - 발송전IT연구팀
    - 배전IT연구팀
    - 전력보안연구팀

  - 미래사업개발센터
  - 전력인공지능S/W센터

#### E-ICT보안사업본부
- 발전ITC사업처
  - E-ICT기획팀
  - 발전ENG팀
  - 발전네트웍팀
  - 남동ITC사업팀
  - 중부ITC사업팀
  - 서부ITC사업팀
  - 남부ITC사업팀
  - 동서ITC사업팀
- 정보보안사업처
  - 보안운영팀
  - 보안컨설팅팀
  - 보안인프라팀
- 원전ITC사업처
  - 경영정보팀
  - 기술정보팀
  - 건설정보팀
  - 원전네트웍팀
  - 시스템운영팀
  - 원전제어사업TF
- 산업부사이버안전운영처
  - 보안정책팀
  - 관제대응팀
  - 보안기술팀
  - 보안진단팀

## 지역사업소
- 서울지역본부
  - 강남지점
  - 강북지점
- 광주전남지역본부
  - 순천지점
  - 목포지점
- 인천지사
- 경기북부지사
- 경기지사
  - 용인지점
- 강원지사
  - 강릉지점
- 충북지사
  - 제천지점
- 대전충남지사
  - 천안지점
- 전북지사
- 대구경북지사
  - 안동지점
  - 구미지점
  - 포항지점
- 경남지역본부
- 부산지사
  - 울산지점
- 연남지사
  - 전주지점
- 제주특별지점